# Virgen de la Cabeza (Rute)
La Virgen de la Cabeza de Rute, es una de las diferentes advocaciones de la Virgen María. Su denominación nos viene dada de la devoción que desde antiguo nos llegó a Rute procedente del cerro de la Cabeza, Andújar (Jaén).

## Historia
Corría el segundo año de reinado de Felipe II, hijo y heredero de Carlos I e Isabel de Portugal , en la Silla de Pedro se sienta el Papa Pablo IV. El nuevo emplazamiento de Rute permite un mejor crecimiento de la Villa, 1558 es el año en el que se tienen los primeros datos documentados de la existencia en Rute de una cofradía cuya titular es la Virgen de la Cabeza, que 331 años antes se había aparecido en el cerro más alto de Sierra Morena, en el término municipal de Andújar. Parece que fueron unos caleros y yeseros llegados de tierras iliturgitanas los fundadores de la hermandad. Desde la fundación, los primeros cofrades sintieron la necesidad de edificar un templo para rendir culto a su Virgen, y así en 1584 ya se tienen datos de la existencia de una ermita dedicada a la Virgen de la Cabeza. Es en 1644 cuando se redactan los primeros estatutos de la hermandad, si bien ya para esa fecha la cofradía se encontraba totalmente constituida, y en la ermita había unos cultos prácticamente iguales a los de la Parroquia de Santa Catalina, pues en un documento se escribe la Hermita de la Caveza es al barrioalto, lo que la Parroquia al barriobajo.

## Iconografía
La imagen de Nuestra Señora de la Cabeza, es del siglo XVIII, granadina y de autor desconocido. Estas apreciaciones fueron hechas por los profesores que procedieron a su restauración en el año 2002.Es una imagen de candelero, de las muchas que se realizaban por la época y que permitían vestir a la imagen con preciosas telas.

## Coronación Canónica de 1986
A mediados de los años 80, la cofradía entonces presidida por Dº Francisco Martínez Romero, inició los trámites para celebrar la Coronación Canónica de la Santísima Virgen de la Cabeza, a la cual la asamblea general dio beneplácito en febrero de 1986, intensificándose los contactos que hasta entonces se habían mantenido con el Obispado de la Diócesis Córdoba y que culminaron con la Coronación Canónica, el 9 de mayo de 1986, por el entonces Obispo de la Diócesis Dº Jose Antº Infantes Florido.

## Parroquia de San Francisco

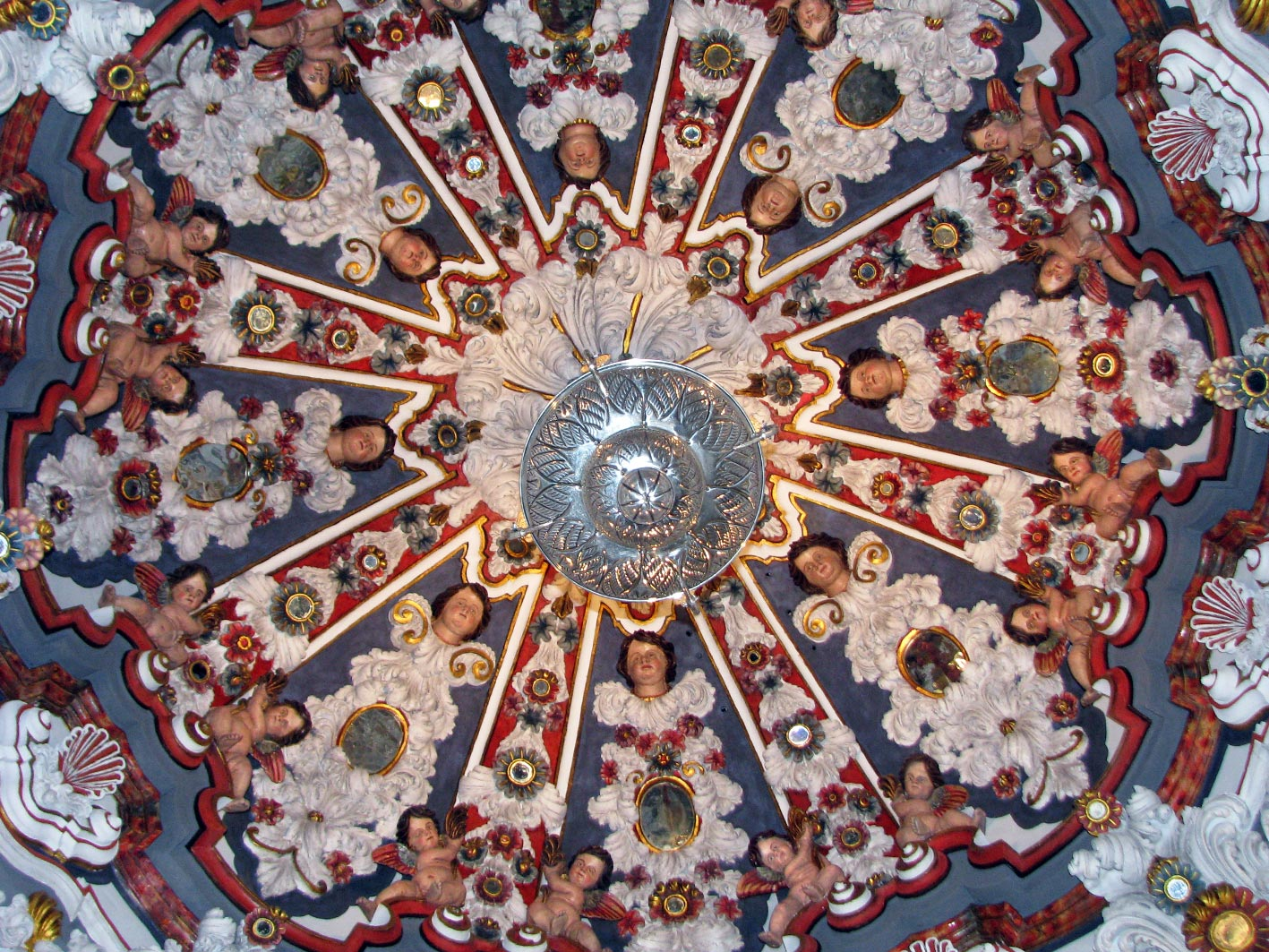

Los primeros datos históricos se remontan a su existencia en 1584, pues en cumplimiento a lo dispuesto por el obispo de la diócesis de Córdoba en su edicto del 14 de enero de 1914, el cura regente de San Francisco expone "no se sabe la fecha en que fue concebida (la iglesia), pero ya existía en el año 1584 la ermita de Nuestra Señora de la Cabeza". Así pues, la construcción de la iglesia fue a expensas de la cofradía, así como su conservación, aderezo y custodia.
Con fecha 4 de noviembre de 1889 por decreto del Excmo. Señor D. Sebastián Herrero y Espinosa de los Monteros, obispo de Córdoba, erige la Parroquia con el nombre de San Francisco de Asís.
Sin duda una de las joyas monumentales de Rute se encuentra en el interior de este templo, se trata del camarín de Nuestra Señora de la Cabeza. Fue en el año 1762  cuando el Hermano Mayor de la Cofradía de la Virgen de la Cabeza D. Lorenzo Díaz y el Capellán de la Cofradía D. Marcos de la Cruz, encargaron al escultor D. Cecilio Antonio Franco y Roldan (Escultor, imaginero y tallista, natural de Priego de Córdoba), la decoración del Camarín de la Virgen de la Cabeza y de los arcos y cúpula del presbiterio de su Ermita, se realizó en escayola y en estilo rococó (Es el estilo de una composición de «rocaille» (piedra) y «coquille» (concha marina), puesto que en los primeros diseños del nuevo estilo aparecían formas irregulares inspiradas en rocas marinas, (algas y conchas).
También hemos de reseñar por su importancia el retablo mayor de la primitiva Ermita de la Virgen de la Cabeza, obra realizada en 1725 por el maestro escultor y retablista antequerano D. Antonio de Ribera, hijo, y que fue encargo del hermano mayor en aquella época  D.Bartolomé Tejero.

## Fiestas

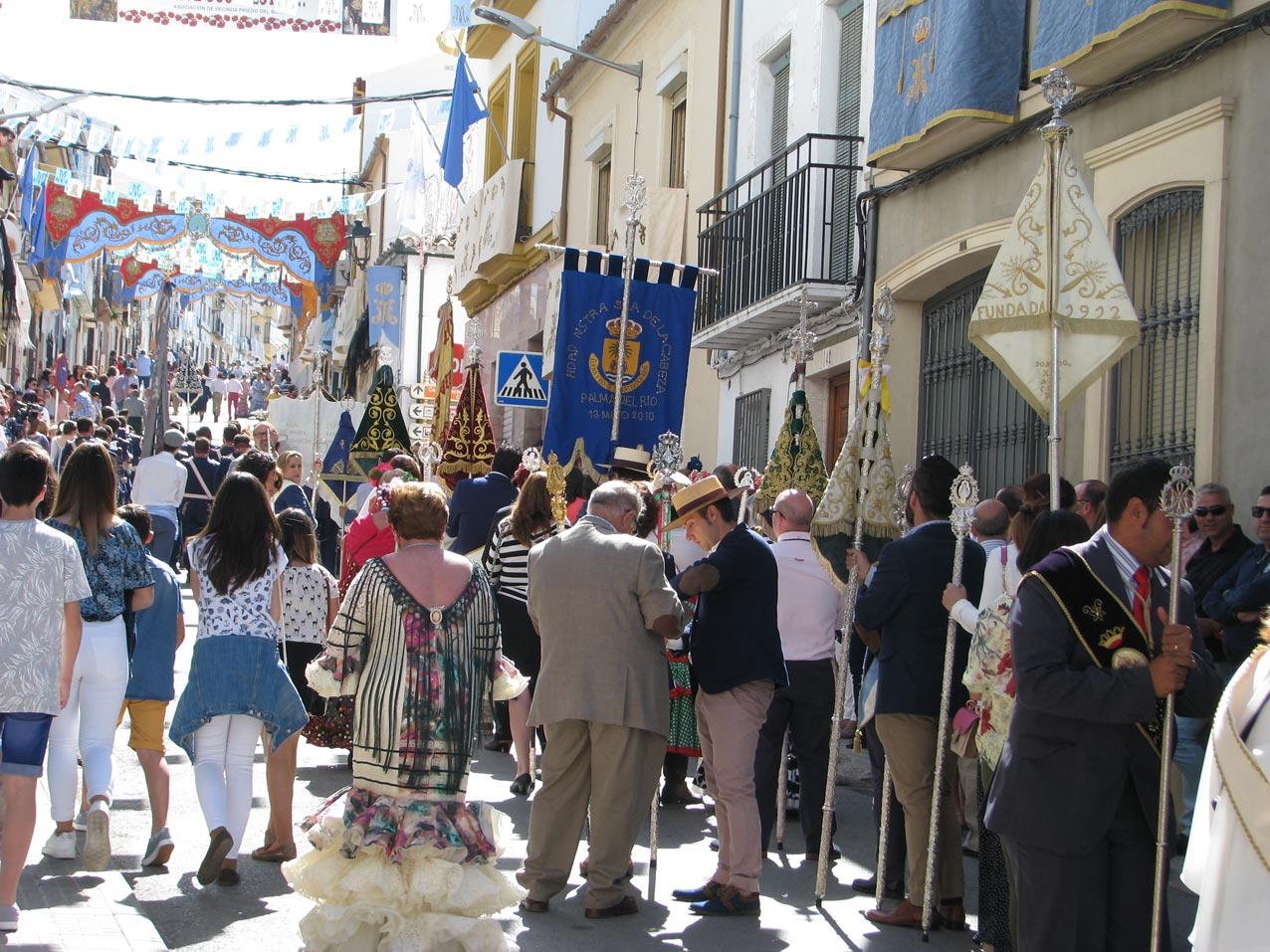

Declaradas fiestas de interés turístico de Andalucía, por orden de 30 de mayo de 2019. Tienen lugar entre los meses de abril y mayo. Se suelen iniciar el Sábado Gloria, con la Aurora (cantos que se le dedican a las virtudes de la Virgen). Durante el mes de abril se comienzan los preparativos para la asistir a la Romería de Andujar, donde la Real Cofradía de Rute ocupa el 4º puesto por antigüedad, una vez regresan a Rute se intensifican los preparativos para celebrar las fiestas de la Morenita; antecede una magnífica novena, y una magna ofrenda de flores donde participan todos los colectivos de Rute, para el segundo domingo de mayo, y tras la solemne Función Eucarística salir en procesión en su primer itinerario, rodeada de miles de ruteños, y convecinos de diversas localidades, que vienen acompañándola en una singular “Romería urbana”; la sagrada imagen, en esos instantes se encuentra rodeada de los diversos coros que la acompañan y no cejan de cantarla y vitorearla, es especialmente emotivo su paso por la calle Cortijuelos, donde se supone vivían los antiguos caleros que trajeron la devoción a Rute.
Por la noche y en un tono más solemne recorre las diversas calles del pueblo que conforman su recorrido, de especial belleza son los instantes de la bajada de lo alto la plaza, la visita a la Ermita de San Pedro, o la singular subida de El Cerro, para posteriormente, y ya en la plaza que lleva su nombre, bailarla a los sones de su pasodoble y su salve antes de hacer una entrada triunfal en su parroquia, bajo una lluvia de cohetes tracas y carcasas de pirotecnia.
El día 31 del mismo mes y coincidiendo con la fiesta de la Visitación de la Virgen, se desarrolla dentro de la parroquia un impresionante Besamanos y Pasamanto de los bebes nacidos durante el año.